# 小行星3802
小行星3802（3802 Dornburg）是一颗绕太阳运转的小行星，为主小行星带小行星。该小行星于1986年8月7日发现。

## 轨道参数
小行星3802的轨道半长轴为2.2845704 UA，离心率为0.164。